# Campeonato Mundial de Atletismo Júnior de 2010 - Revezamento 4x400 m feminino
A prova dos 4x400 metros feminino do Campeonato Mundial de Atletismo Júnior de 2010 ocorreu entre os dias 24 e 25 de julho em Moncton, no Canadá. 

## Recordes
Antes desta competição, os recordes mundiais e do campeonato nesta prova eram os seguintes:
|     | Nome                                                             | Nacionalidade  | Tempo   | Local    | Data                |
| --- | ---------------------------------------------------------------- | -------------- | ------- | -------- | ------------------- |
| WJR | Alexandria Anderson Ashlee Kidd Stephanie Smith Natasha Hastings | Estados Unidos | 3:27.60 | Grosseto | 18 de julho de 2004 |
| CR  | Alexandria Anderson Ashlee Kidd Stephanie Smith Natasha Hastings | Estados Unidos | 3:27.60 | Grosseto | 18 de julho de 2004 |

## Medalhistas
| Ouro                                                                              | Prata                                                                             | Bronze                                                                      |
| Estados Unidos · Diamond Dixon · Stacey-Ann Smith · Laura Roesler · Regina George | Nigéria · Florence Nkiruka · Bukola Abogunloko · Chizoba Okodogbe · Margaret Etim | Jamaica · Jody-Ann Muir · Janieve Russell · Natoya Goule · Chris Ann Gordon |

## Cronograma
Todos os horários são locais (UTC-4).
| Data        | Hora  | Evento        |
| ----------- | ----- | ------------- |
| 24 de julho | 14:45 | Eliminatórias |
| 25 de julho | 15:15 | Final         |

## Resultados

### Eliminatórias
As eliminatórias se iniciaram no dia 24 de julho ás 14:45. 
Bateria 1
| Posição | Nacionalidade     | Atletas                                                               | Tempo   | Notas |
| ------- | ----------------- | --------------------------------------------------------------------- | ------- | ----- |
| 1       | Canadá            | Katherine Reid Annie Leblanc Carly Paracholski Chanice Chase          | 3:34.50 | Q     |
| 2       | Estados Unidos    | Sanura Eley-O'Reilly Diamond Dixon Laura Roesler Briana Nelson        | 3:35.26 | Q     |
| 3       | Rússia            | Alina Safiullina Alisa Matyash Ayvika Malanova Maria Lebedeva         | 3:35.66 | Q     |
| 4       | Polónia           | Magdalena Gorzkowska Małgorzata Hołub Justyna Święty Joanna Jóźwik    | 3:38.96 | q     |
| 5       | Trinidad e Tobago | Shawna Fermin Gabriela Cumberbatch Jessica James Alena Brooks         | 3:40.15 |       |
| 6       | Itália            | Marta Maffioletti Valentina Zappa Monica Lazzara Giulia Latini        | 3:43.69 |       |
| 7       | Bielorrússia      | Iryna Andrykevich Agata Klimovich Halina Amialiashchyk Yuliya Yurenia | 3:45.03 |       |
| 8       | Japão             | Miho Shingu Kana Ichikawa Shiori Miki Manami Mashita                  | 3:50.65 |       |

Bateria 2
| Posição | Nacionalidade | Atletas                                                         | Tempo   | Notas               |
| ------- | ------------- | --------------------------------------------------------------- | ------- | ------------------- |
| 1       | Jamaica       | Danielle Dowie Janieve Russell Natoya Goule Chris Ann Gordon    | 3:32.30 | Q                   |
| 2       | Bahamas       | Katrina Seymour Amara Jones Rashan Brown Shaunae Miller         | 3:33.50 | Q                   |
| 3       | Nigéria       | Charity Ibe Chizoba Okodogbe Florence Nkiruka Blessing Mayungbe | 3:34.81 | Q                   |
| 4       | Alemanha      | Lena Menzel Julia Schaefers Malena Richter Christina Zwirner    | 3:37.99 | q                   |
| 5       | Austrália     | Caitlin Sargent Louise Maybury Shannon Smith Anneliese Rubie    | 3:39.64 |                     |
| 6       | Suécia        | Ewa Marcinkiewicz Elin Moraiti Vendela Mindelöf Sandra Wagner   | 3:44.19 |                     |
| 7       | Roménia       | Sanda Belgyan Elena Mirela Lavric Adelina Pastor Bianca Răzor   | DSQ     | Regra 163.3 da IAAF |

### Final
A prova final foi realizada no dia 25 de julho ás 15:15. 
| Posição           | Nacionalidade  | Atletas                                                           | Tempo   | Notas |
| ----------------- | -------------- | ----------------------------------------------------------------- | ------- | ----- |
| Medalha de ouro   | Estados Unidos | Diamond Dixon Stacey-Ann Smith Laura Roesler Regina George        | 3:31.20 |       |
| Medalha de prata  | Nigéria        | Florence Nkiruka Bukola Abogunloko Chizoba Okodogbe Margaret Etim | 3:31.84 |       |
| Medalha de bronze | Jamaica        | Jody-Ann Muir Janieve Russell Natoya Goule Chris Ann Gordon       | 3:32.24 |       |
| 4                 | Bahamas        | Rashan Brown Amara Jones Katrina Seymour Shaunae Miller           | 3:33.43 |       |
| 5                 | Canadá         | Katherine Reid Annie Leblanc Carly Paracholski Chanice Chase      | 3:35.08 |       |
| 6                 | Rússia         | Alisa Matyash Vera Rudakova Ayvika Malanova Maria Lebedeva        | 3:36.94 |       |
| 7                 | Alemanha       | Lisa Hofmann Julia Schaefers Lena Menzel Christina Zwirner        | 3:40.29 |       |
| 8                 | Polónia        | Magdalena Gorzkowska Małgorzata Hołub Joanna Jóźwik Martyna Opoń  | 3:42.70 |       |

Legenda
| Recorde mundial       | Recorde mundial (World record)               |                       | Recorde africano                      | Recorde africano (African) |                                           | Q | Classificado por posição (Qualified) |
| Recorde do campeonato | Recorde do campeonato (Championship record)  | Recorde da América    | Recorde da América (Americas)         | q                          | Classificado por melhor tempo (Qualified) |   |                                      |
| Melhor marca do ano   | Melhor marca do ano (World leading)          | Recorde asiático      | Recorde asiático (Asian)              | DNS                        | Não largou (Did not start)                |   |                                      |
| Recorde nacional      | Recorde nacional (National record)           | Recorde europeu       | Recorde europeu (European)            | DNF                        | Não terminou (Did not finish)             |   |                                      |
| Recorde pessoal       | Recorde pessoal do atleta (Personal best)    | Recorde da Oceania    | Recorde da Oceania (Oceania)          | DSQ / DQ                   | Desclassificado (Disqualified)            |   |                                      |
| Recorde da temporada  | Recorde da temporada do atleta (Season best) | Recorde sul-americano | Recorde sul-americano (South America) | NM                         | Sem marca (No mark)                       |   |                                      |